# Codford St Peter
Codford St Peter – wieś w Anglii, w hrabstwie Wiltshire, w dystrykcie (unitary authority) Wiltshire, w civil parish Codford, położona nad rzeką Wylye. Leży 10,6 km od miasta Warminster, 20,4 km od miasta Salisbury i 142,2 km od Londynu. W 1931 roku civil parish liczyła 274 mieszkańców.